# Unión de Campesinos
La Unión de Campesinos (en inglés conocida como: United Farm Workers of America; o, simplemente: United Farm Workers [UFW]), es una organización sindical de trabajadores agrícolas en Estados Unidos. Se originó a partir de la fusión de dos organizaciones de derechos de los trabajadores, el Comité Organizativo de Trabajadores Agrícolas (AWOC por sus siglas en inglés) encabezado por el organizador Larry Itliong y el National Farm Workers Association (NFWA) encabezado por César Chávez y Dolores Huerta. Se aliaron y se transformaron a organizaciones de derechos para trabajadores en un sindicato como resultado de una serie de huelgas.

## Historia

### Fundación de la Unión de Campesinos
Fred Ross fue el coordinador para la Organización de Servicio Comunitario (CSO, por sus siglas en inglés). Él descubrió que los mexicoestadounidenses y los trabajadores agrícolas eran los más discriminados en California. Ross fundó el CSO junto con otros activistas. En 1952, Ross conoció a César Chávez en la ciudad de San José. Cuando reconoció la habilidad de Chávez de llegar a los miembros potenciales en las reuniones organizadas por el CSO, Ross decidió convertirlo en su protegido. Ellos viajaron por todo el estado resolviendo los problemas de los mexicoestadounidenses.

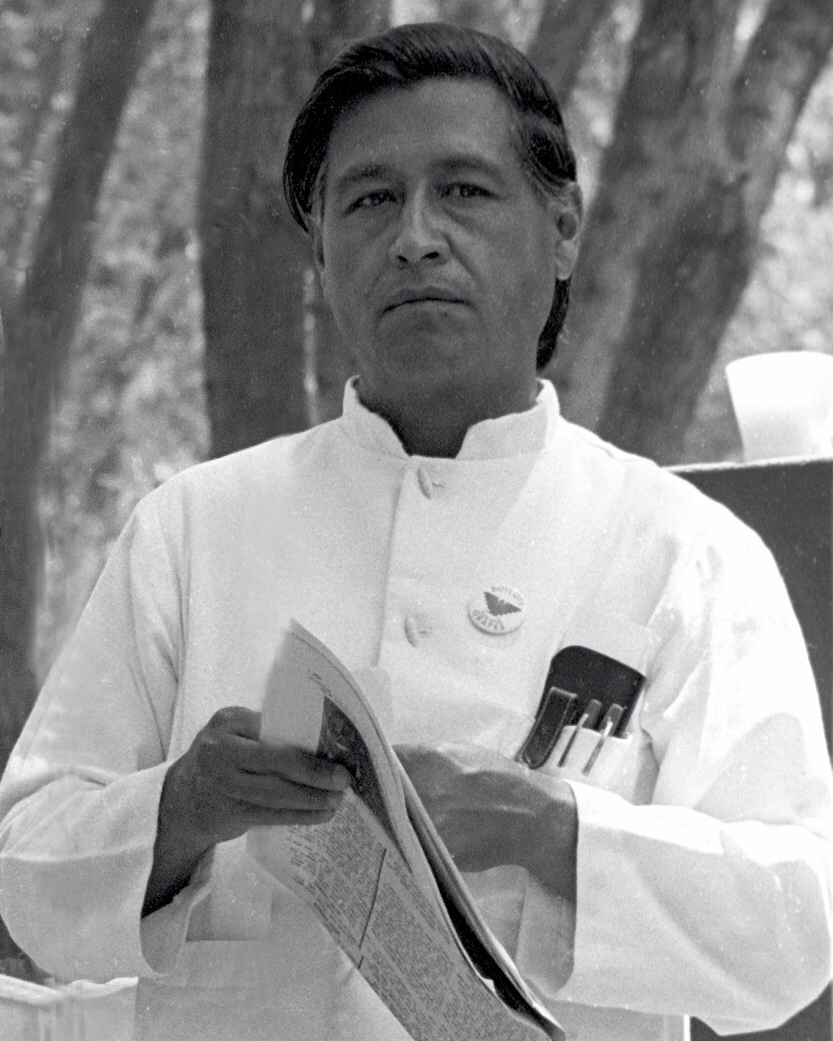
César Chávez

Durante la participación de Chávez en el CSO, Fred Ross entrenó a César Chávez en la táctica de organización de base, puerta a puerta, reunión de la casa, una táctica crucial para los métodos de reclutamiento de la UFW. La táctica de la reunión de la casa estableció con éxito una base amplia de los capítulos locales del CSO durante la era de Ross, y Chávez utilizó esta técnica para extender el alcance de la UFW además de buscar organizadores principiantes.  Durante la década de 1950, César Chávez y Fred Ross desarrollaron veintidós nuevos capítulos del CSO en los vecindarios mexicoestadounidenses de San José. En 1959, Chávez reclamaría el rango de Director Ejecutivo en el CSO. Durante este tiempo, Chávez observó y adoptó la noción de que la comunidad se involucrara más políticamente para lograr los cambios sociales que la comunidad buscó. Esta sería una táctica vital en las futuras luchas de Chávez en la lucha por los derechos de los inmigrantes.
	Para 1959, César Chávez ya había establecido relaciones profesionales con organizaciones comunitarias locales que tenían el objetivo de empoderar a la población de clase obrera al animarlos a que se hicieran más activos políticamente. Además, reclutó a varios organizadores calificados; entre ellos, Gilbert Padilla y Dolores Huerta. Juntos abrieron paso a CSO hacia una mayor defensa para los trabajadores agrícolas en los campos de California.
	A pesar de su trabajo y liderazgo en CSO, Chávez creyó que la organización carecía la suficiente atención a las preocupaciones de los trabajadores agrícolas y las comunidades rurales. El objetivo final de César Chávez, en su participación con el CSO fue el de finalmente organizar un sindicato para los trabajadores agrícolas. Saul Alinsky y algunos de los otros líderes no compartieron la misma simpatía que Chávez por la lucha de los trabajadores agrícolas. La reacción de Chávez lo dirigió a renunciar del CSO en 1962, y se trasladó a Delano, California donde comenzó a construir una nueva organización de trabajadores agrícolas.
	Para fomentar su causa, Huerta creó la Asociación de Trabajadores Agrícolas (AWA) en 1960. A través de la AWA, ella presionó los políticos en muchos temas, incluyendo permitir a los trabajadores migrantes sin ciudadanía estadounidense recibir asistencia pública, pensiones, crear papeletas de voto en español y pruebas de manejo. En 1962, fundó un sindicato de trabajadores con César Chávez, que más tarde fue conocido como el United Farm Workers of America (UFW) que se hico en un gran grupo. Chávez fue el líder y orador mientras Huerta era una organizadora y negociadora difícil. Huerta fue fundamental en muchos de los éxitos de la unión, incluyendo las huelgas contra los productores de uvas de California en los años sesenta y setenta.
	En 1965, el AWA había adquirido 1200 miembros a través de los esfuerzos de reclutamiento de persona a persona de Chávez, que aprendió de Fred Ross apenas una década antes. De esos 1200, solo unos 200 pagaron cuotas. En 1962, Richard Chávez, el hermano de César Chávez, diseñó la insignia del Águila Azteca negra que se convertiría en el símbolo del NFW y la UFW. César Chávez eligió los colores rojo y negro utilizados por la organización.
	Aunque aun en sus etapas infantiles, la organización prestó su apoyo a una huelga de los trabajadores de la industria de las rosas en 1965. Esta protesta inicial de la organización joven resultó en un intento fallido de atacar a la industria de las rosas. Ese mismo año los trabajadores agrícolas que trabajaban en los campos de Delano querían atacar a los productores en respuesta a la negación del agricultor al no incrementar los salarios de $1.20 a $1.40 la hora, y buscaron a Chávez y a la Asociación Nacional de Trabajadores Agrícolas para apoyo. La mayoría de los trabajadores agrícolas de Delano eran filipinos afiliados con al Comité Organizador de Trabajadores Agrícolas. La unificación de estas dos organizaciones, en un intento de boicotear las uvas de mesa que se cultivaron en los campos de Delano, dio lugar para la creación de UFWA. La AFL-CIO alquilado los trabajadores Agrícolas Unidos, combinando oficialmente el AWOC y el NFWA, en agosto de 1966.

### Complicaciones históricas en el AWOC antes de la formación UFW
En la historia pasada de la agricultura americana, los trabajadores agrícolas experimentaron muchos intentos fallidos de organizar trabajadores agrícolas. En 1903, los trabajadores agrícolas japoneses y mexicanos intentaron reunirse para luchar por mejores salarios y mejores condiciones de trabajo. Este intento de organizar a los trabajadores agrícolas fue ignorado y disuelto cuando las organizaciones, como la Federación Americana del Trabajo, descuidaron apoyar sus esfuerzos, a menudo reteniendo la ayuda sobre la base de la raza.
	En 1913, los trabajadores industriales del mundo organizaron una manifestación en un gran rancho en la zona rural del norte de California, que involucró a 2000 trabajadores agrícolas. Esto dio lugar a un ataque contra los participantes del Rally por la Guardia Nacional. Como resultado de la violencia, los dos organizadores de los trabajadores industriales del mundo fueron arrestados, condenados por asesinato y condenados a cadena perpetua. Se cree que las dos personas arrestadas fueron condenadas erróneamente por los cargos de asesinato.
	En los años tardíos y los años 20 en los Estados Unidos, los intentos más futuros de organizar a trabajadores agrícolas fueron emprendidos por esfuerzos locales espontáneos, y algunos que fueron conducidos por los sindicatos comunistas. Estos intentos también resultaron en un fracaso porque durante ese tiempo los empleadores no estaban obligados por ley a involucrarse con las negociaciones con sus trabajadores. Durante este período de tiempo, los empleadores también podrían despedir legalmente a sus empleados si optaron por unirse a un sindicato.
	En 1936, la ley nacional de relaciones laborales fue puesta en vigencia. Esta legislación proporcionó a la mayoría de los trabajadores americanos el derecho de afiliarse a sindicatos y negociar colectivamente. Los trabajadores agrícolas estaban exentos de la protección de esta ley. Algunos creen que esta categoría laboral fue excluida como resultado de una táctica política para ganar el apoyo de los políticos del sur en la aprobación de esta ley.
	En 1941, el gobierno de estadounidense y el gobierno mexicano promulgaron el programa de braceros. Inicialmente, este proyecto conjunto entre los Estados Unidos y México se estableció durante la Segunda Guerra Mundial con el fin de abordar la escasez de mano de obra al permitir que "trabajadores invitados" de México trabajen en la industria agrícola americana hasta el final de la cosecha. Miles de ciudadanos mexicanos fueron llevados al norte para trabajar en los campos de los Estados Unidos y los agricultores usaron esta oportunidad para socavar los salarios domésticos, y los braceros también fueron utilizados para romper huelgas de los trabajadores agrícolas residentes. Este programa se amplió hasta 1964.

### Las Huelgas de Uva en Delano (1965-1970)
La huelga comenzó el 8 de septiembre de 1965 cuando los trabajadores filipino-estadounidenses de la uva, cuyos eran miembros del Comité Organizativo de Trabajadores Agrícolas (AWOC), salieron en huelga contra los cultivadores de la uva protestando años de mal paga y de condiciones pobres. Los filipinos le preguntaron a César Chávez, quien dirigía el sindicato de la NFWA, para unirse a su huelga.
Chávez y los líderes de la NFWA creían que serían años antes de que su incipiente sindicato estuviera listo para una huelga. Sin embargo, él sabía cómo históricamente los cultivadores se enfrentaban a una raza a la otra para hacer huelgas. El sindicato de Chávez votó para unirse con los trabajadores filipinos en el día de la independencia de México.  
	Chávez insistió en que los huelguistas hispanoamericanos y filipinos trabajaran juntos, compartiendo los mismos piquetes. Además, él les pidió que hicieran un juramento de permanecer pasivos y sin violencia. La huelga atrajo un gran apoyo afuera del Valle Central, de otros sindicatos, activistas de derechos civiles, activistas de las iglesias, estudiantes y de hispanoamericanos y otras minorías. Chávez encabezó una peregrinación de 300 millas de Delano a Sacramento.  Las huelgas se tornaron en sabotajes varios, incluyendo la huelga de uvas de mesa, que finalmente se esparcieron por Norteamérica.  
	Chávez sabía que el arma más grande de los huelguistas era simplemente su decisión de no dejar rendirse, perseverar sin importar las probabilidades o cuánto tiempo tomaría. Los huelguistas tenían que estar preparados para arriesgarlo todo, comenzando con su seguridad financiera. Dos años y medio dentro de la huelga, durante el invierno de 1967-68, algunos huelguistas jóvenes se pusieron impacientes al hablar de violencia, y de atacar a los productores que abusaron de ellos. Al defenderse, podían probar su machismo. Chávez rechazó esta parte de la cultura americana. Ya había empezado a boicotear las uvas, y siguiendo la tradición de sus héroes, Mahatma Gandhi y el Dr. Martin Luther King Jr., Chávez también los siguió en la práctica del pacifismo. 
Algunos de los huelguistas equipararon el pacifismo con la inacción o incluso la cobardía. César pensaba exactamente lo contrario. Creía que la no violencia era más poderosa que la violencia, que te apoya si tu causa es justa. Chávez también pensaba que el pacifismo obligaba a ser creativo y permitía mantener la ofensiva, lo cual es crucial para ganar cualquier concurso.  
	Sin embargo, él no le enseñó a la gente con lecciones o diciéndoles qué hacer si no dirigiéndoles con ejemplo. Plantó pequeñas semillas de esperanza que brotaron en un movimiento renovado. En el febrero de 1968, Chávez anuncio una huelga de ayuno para rededicar el movimiento a la no violencia. El no comió por 25 días y solamente tomo agua. Durante el ayuno, Chávez perdió 35 libras. El ayuno terminó durante una misa en Delano frente a miles de personas. Además, la huelga de hambre pudo detener las conversaciones de violencia entre los huelguistas.  
	Chávez supo que los trabajadores agrícolas no serían capaces de ganar solo con una huelga porque los cultivadores tenían demasiado poder social y político. Él y la UFW decidieron usar un boicot contra los productores de uva. Debido al boicot, los huelguistas fueron capaces de cambiar las probabilidades a su favor vía la ayuda del pueblo estadounidense. Cientos de huelguistas viajaron por todo Norteamérica para organizar el apoyo al boicot. Miles de simpatizantes se unieron a la causa y ayudaron a apoyar el boicot. Debido al boicot, millones de consumidores dejaron de comprar uvas de los supermercados. El boicot terminó en 1970 cuando los productores de uva firmaron los primeros contratos sindicales, otorgando a los trabajadores mejores salarios, beneficios, y protecciones.

### Década de 1970
Los primeros años de la década de los setenta fueron difíciles para la organización. En 1972 Chávez mudó la sede central de la UFW desde Delano a La Paz, California en la base de las montañas de Tehachapi, contribuyendo a la alienación de Chávez de sus miembros. Después de la mudanza, Chávez visitó a las oficinas del campo con menos frecuencia. Además, la organización entró en una batalla con otra organización por los contratos de los trabajadores agrícolas.
La unión estaba a punto de lanzar su próxima gran campaña en los campos de la lechuga en 1970, cuando un acuerdo entre el International Brotherhood of Teamsters y los productores casi la destruyeron. Inicialmente los teamsters firmaron contratos con cultivadores de lechuga en el valle de Salinas, los cuales quisieron evitar el reconocimiento de la UFW. Después, en 1973, cuando expiraron los contratos de uva UFW de tres años, los productores de uva firmaron contratos que daban a los camioneros el derecho de representar a los trabajadores que habían sido miembros de la UFW.   
Con intimidación física, los teamsters declararon guerra contra Chávez y la UFW. Los de la UFW respondieron con huelgas, pleitos y boicots, incluyendo boicots secundarios en la industria de abarrotes minoristas.  Las batallas en los campos se volvieron violentas, con un número de miembros de la UFW asesinados en la línea de piquete. Además, causa de las acciones de los teamsters, la membrecía de la UFW se redujo de 60,000 miembros a 6,000 para el invierno de 1973. La pérdida de miembros redujo las cuotas, reduciendo así la viabilidad económica de la organización. En respuesta a la violencia, Chávez siguió una segunda huelga de hambre para calmar a sus seguidores, pero falló en detener la pérdida de miembros y cambiar el impulso hacia la UFW. Además, la violencia llevó al estado en 1975 a promulgar la ley de Relaciones Laborales Agrícolas de California (ALRA). Esto creó una agencia administrativa, la Junta de Relaciones Laborales Agrícolas (ALRB), la cual supervisó las elecciones secretas electorales y resolvió cargos de prácticas laborales injustas, como no negociar de buena fe, o discriminación contra los trabajadores. A fines de 1975, el ALRB sostuvo 354 elecciones; de estos, la UFW anotó 189 victorias, representando a 26,956 trabajadores, o el 50.2 por ciento de votantes. Los teamsters, en comparación, ganaron 101 elecciones representando a 12,284 trabajadores, o el 23 por ciento. Aunque a no le gustaba perder a ningún trabajador, la UFW se consolaba en el hecho de que, en las elecciones de 58 ranchos, 8.228 trabajadores cambiaron las lealtades de los camioneros al UFW. Solo cuatro por ciento de los trabajadores votaron por no representación. 
El primero de diciembre de 1976, la UFW y los teamsters se reunieron para mantener el acuerdo de suspender las demandas entre los dos. El 10 de marzo de 1977, Jerry Cohen facilitó una reunión de César Chávez y el presidente de los teamsters, Frank Fitzsimmons. Esto fue para firmar un pacto jurisdiccional que reconoció el derecho de los teamsters a organizar camioneros, trabajadores de la fábrica de conservas y otros trabajadores no del campo; mientras que la UFW ganó derechos exclusivos para organizar a los trabajadores agrícolas. Este pacto acabó con la guerra de casi seis años entre las dos organizaciones. 
A pesar del triunfo contra los teamsters, Chávez y la UFW se enfrentaron con muchos problemas después. Seis meses después de su inauguración, el ALRB uso todos sus presupuestos y tuvo que terminar con sus operaciones. Chávez decidió perseguir una estrategia riesgosa de atraer a los votantes a pasar una ley llamada Proposición 14, lo cual iba a asegurar los fondos por todo el trabajo necesario del ALRB para el año.
Desafortunadamente, la proposición perdió con un voto de tres a dos costándole 1.3 millones de dólares y un tortazo al poder político de la organización. Pero dentro los años de 1976 y 1977, el ALRB recibió más fondos y la organización recibió nuevas oportunidades de ganar más elecciones. 
Además, Chávez apoyó la implementación de un controvertido ejercicio para grupos conocido como The Game, o el juego, practicado en Synanon. El juego sometió a los miembros a interrogatorios severos de colegas, y a veces a Chávez, para lograr una mayor conformidad con el líder. La práctica comenzó con un pequeño grupo de miembros más jóvenes, incluyendo a los hijos de Chávez y Huerta. El grupo se reunió y practicó el juego en la sede de Synanon en Home Place en Badger, California, antes de mudarse a La Paz. Chávez finalmente exigió que todos en La Paz jugaran el juego, aunque varios miembros se resistieron. Algunos miembros en todo el país cuestionaron esta práctica y escribieron cartas de oposición a Chávez. Además, cuando Chuck Dederich, el fundador de Synanon, cayó en problemas con la ley después de conspirar a matar a un abogado que lo demandó por el maltrato de los niños en Synanon lo cual Chávez defendió; la asociación con Dederich y su experimentación con el juego dañó la camaradería de la UFW y muchos cuestionaron la visión de Chávez sobre el futuro de la organización. Chávez respondió a estas críticas con la cancelación de boicots y despedidas de varios miembros. 
A finales de la década de 1970, el liderazgo de la UFW se vio sacudido por una serie de conflictos, ya que las diferencias surgieron entre Chávez y algunos de sus antiguos colegas.

### Década de 1980
En los años 80, la calidad de miembro del UFW se contrajo, al igual que su prominencia nacional. Después de tomar la oficina en los años 80, el gobernador de California George Deukmejian paró la aplicación de las leyes del trabajo de la granja del estado, dando por resultado a trabajadores agrícolas que pierden sus contratos del UFW, siendo encendidos, y lista negra. Debido a las riñas internas, la mayoría del liderazgo original de la Unión se fue o fue forzado a salir, con la excepción de Chávez y Huerta. Para 1986, la Unión se había reducido a 75 contratos y había dejado de organizarse.
En la década de 1980, el UFW se unió a la AFL-CIO y otras organizaciones para la campaña nacional de la ira de la uva, reinstaurando el boicot de la uva.

### Desarrollos recientes
En julio de 2008, el trabajador agrícola Ramiro Carrillo Rodríguez, de 48, murió de un derrame debido a temperaturas altas. Según los trabajadores agrícolas unidos, él era el "decimotercero muerte del calor del trabajador de granja puesto que el gobernador Schwarzenegger de CA asumió el cargo" en 2003. En 2006 se promulgaron las primeras regulaciones permanentes de calor de California, pero estas regulaciones no fueron estrictamente aplicadas, sostuvo la Unión.
	César Chávez es una película lanzada en marzo de 2014, dirigida por Diego Luna sobre la vida del dirigente sindicalista mexicoestadunidense que cofundó los trabajadores agrícolas unidos. La película protagoniza a Michael Peña como Chávez. El coproductor, John Malkovich, también coprotagoniza el papel de propietario de una gran granja de uva industrial que encabeza la oposición a veces violenta a los esfuerzos de organización de Chávez.

## Geografía
La huelga de la uva comenzó oficialmente en Delano en septiembre de 1965. En diciembre, representantes sindicales viajaron desde California a Nueva York, Washington D. C., Pittsburg, Detroit y otras ciudades grandes para alentar el sabotaje de las uvas cultivadas en ranchos sin contratos de UFW. En el verano de 1966, los sindicatos y grupos religiosos de Seattle y Portland respaldaron el boicot. Los partidarios formaron un comité de boicot en Vancouver, lo que provocó una gran cantidad de apoyo de los canadienses que continuaría durante los años siguientes. 
	En 1967, los partidarios de UFW en Oregón comenzaron piquetes tiendas en Eugene, Salem y Portland. Después de que los trabajadores del melón se declararon en huelga en Texas, los productores celebraron las primeras elecciones de representación sindical en la región, y el UFW se convirtió en el primer sindicato en firmar un contrato con un productor en Texas. El apoyo nacional para el UFW siguió creciendo en 1968, y cientos de miembros y partidarios de UFW fueron arrestados. El piquete continuó en todo el país, incluso en Massachusetts, Nueva Jersey, Ohio, Oklahoma y Florida. Los alcaldes de Nueva York, Baltimore, Filadelfia, Buffalo, Detroit y otras ciudades prometieron su apoyo, y muchos de ellos modificaron las compras de uva de sus ciudades para apoyar el boicot.
	En 1969, el apoyo a los trabajadores agrícolas aumentó en toda América del Norte. El boicot de la uva se extendió al sur cuando los grupos de derechos civiles presionaron a las tiendas de comestibles en Atlanta, Miami, Nuevo’ Orleans, Nashville y Louisville para que eliminasen las uvas no sindicadas. Grupos estudiantiles en Nueva York protestaron contra el Departamento de Defensa y los acusaron de comprar deliberadamente uvas boicoteadas. El 10 de mayo, simpatizantes de UFW realizaron un piquete en las tiendas de Safeway en todo Estados Unidos y Canadá para celebrar el Día Internacional del Boicot a la Uva. César Chávez también realizó una gira de conferencias a lo largo de la Costa Este para solicitar apoyo de grupos laborales, grupos religiosos y universidades.

## El Papel
Los Trabajadores Agrícolas Unidos, un movimiento de la clase trabajadora había recibido un apoyo sustancial de la clase media, causando problemas de poder y control dentro de la unión. El UFW no dio ningún poder estructural a los trabajadores agrícolas, ya que no había lugareños elegidos como personal. La supervivencia del personal no estaba vinculada directamente a la membresía, ya que ganaban más dinero de fuentes externas que las cuotas sindicales. Hoy, el UFW solo consta de cinco mil miembros que trabajan en condiciones muy similares y bajas como lo hicieron hace 40 años. UFW también incluye a los trabajadores agrícolas indocumentados. El papel de César Chávez, el fundador de UFW, fue enmarcar sus campañas en términos de seguridad del consumidor e involucrando a la justicia social, brindando beneficios a los sindicatos de trabajadores agrícolas. Uno de los aspectos más importantes de UFW, junto con César Chávez, que se ha pasado por alto es la creación de coaliciones.
Los trabajadores agrícolas Unidos permiten a los trabajadores agrícolas ayudar a mejorar sus condiciones de trabajo y salarios. El UFW adopta la ‘no violencia’ en su intento de cultivar miembros en cuestiones políticas y sociales. El 22 de julio de 2005, la UFW anunció que se uniría a la Federación Change to Win, una coalición de sindicatos que funciona como una alternativa a la AFL-CIO. El 13 de enero de 2006, el sindicato oficialmente desafiliado de la AFL-CIO. En contraste con otros sindicatos afiliados a Change to Win, la AFL-CIO se olvidó de ofrecer el derecho de afiliación a los organismos regionales a la UFW.